# Lord-lieutenant du Dunbartonshire
Ceci est une liste de personnes qui ont servi comme Lord Lieutenant du Dunbartonshire. Avant le vingtième siècle, le comté était écrit Dumbartonshire.
- John Elphinstone, 11e Lord Elphinstone (17 mars 1794 – 19 août 1799)
- John Elphinstone, 12e Lord Elphinstone (19 novembre 1799 – 20 mai 1813)
- James Graham, 3e duc de Montrose (10 juillet 1813 – 30 décembre 1836)
- Sir James Colquhoun, 4e baronnet (14 janvier 1837 – 18 décembre 1873)
- Humphrey Ewing Crum-Ewing (23 février 1874 – 3 juillet 1887)
- Sir James Colquhoun, 5e baronnet (24 août 1887 – 13 mars 1907)
- John White, 1er baron Overtoun (13 avril 1907 – 15 février 1908)
- James Burns, 3e baron Inverclyde (21 mai 1908 – 16 aout 1919)
- Sir Iain Colquhoun, baronnet (4 novembre 1919 – 12 novembre 1948)
- Maj. Gen. Alexander Telfer-Smollett (2 février 1949 – 9 octobre 1954)
- Amiral Sir Angus Cunninghame Graham (5 janvier 1955 – 14 février 1968)
- Robert Arbuthnott (14 mai 1968 – 1975)
- James Cassels Robertson (1er décembre 1975 – 9 décembre 1978)
- Alastair Pearson (20 juin 1979 – 1990)
- Donald Hardie (16 août 1990 – 2007)
- Donald Ross (6 mars 2007 – 2008)
- Michael Gregory (octobre 2008–présent)